# Takao (Berg)
Der Takao (jap. 高尾山, -san) ist der Hausberg von Hachioji in Japan. Er gehört noch zum Stadtgebiet und ist nur 599 m hoch, grenzt aber unmittelbar an die fast auf Meeresspiegel liegende Kantō-Ebene mit den Städten Tokio und Yokohama, über die er bei klarer Sicht einen weiten Ausblick bietet. Auf ihn führt eine Seilbahn.
Seine Nähe zu Tokio und der leichte Zugang über die Seilbahn macht ihn zu einem der wichtigsten Ziele für Tagesausflügler aus dem Großraum der Hauptstadt Japans. Das Kloster Yakuō-in Yūki-ji (薬王院有喜寺) in der Nähe des Gipfels ist ein wichtiges Kloster der buddhistischen Shingon-Schule, da diese Schule den Takao als einen von drei heiligen Bergen im Kantō-Gebiet ansieht.
Erschlossen wird der Berg durch eine Standseilbahn und eine Sesselbahn des Unternehmens Takao Tozan Dentetsu.